# تكرير النفط في الولايات المتحدة

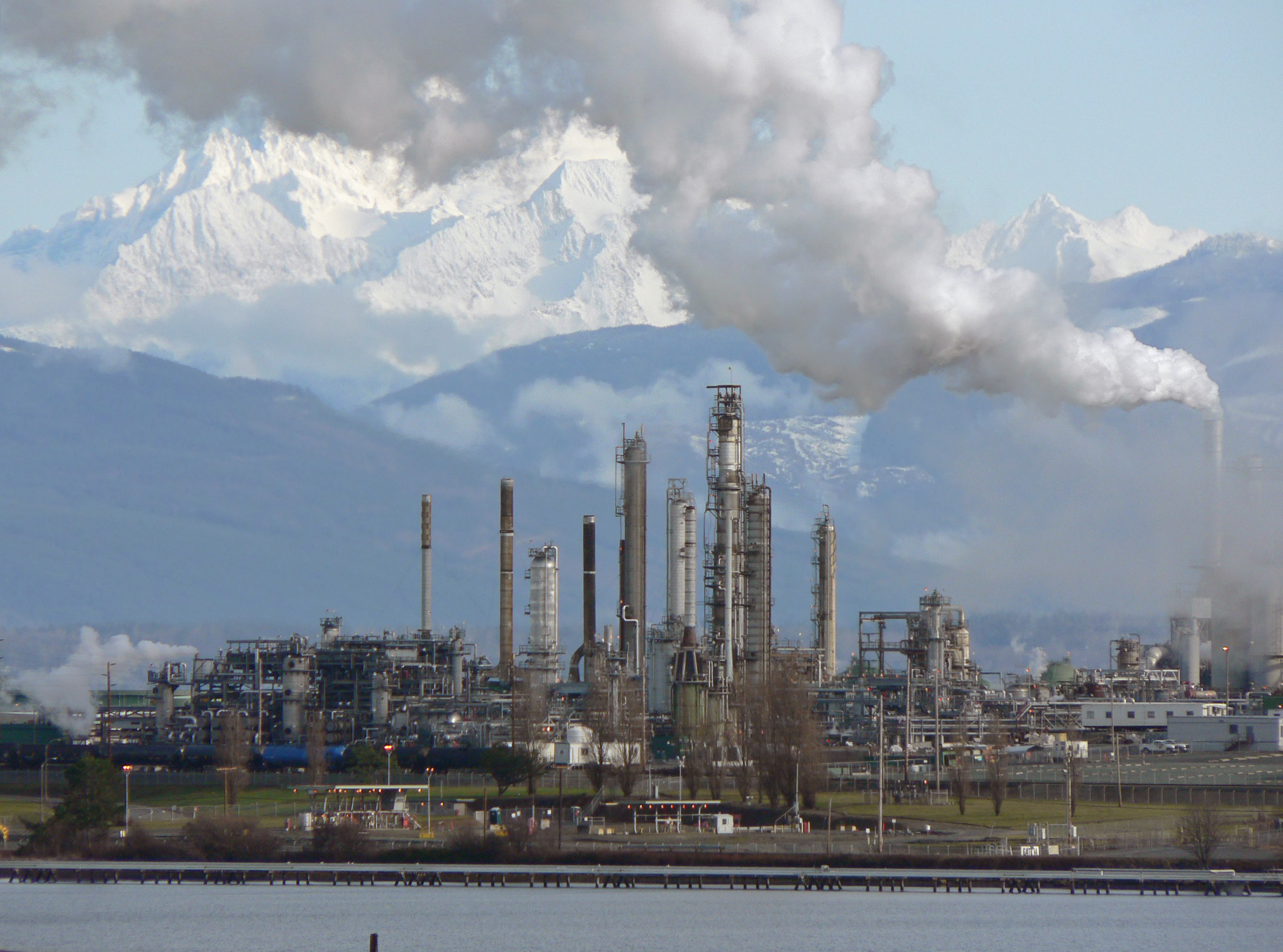

أنتج تكرير النفط في الولايات المتحدة في عام 2013 ما بلغ 18.9 مليون برميلٍ يوميًا من المنتجات النفطية المكرّرة، أكثر من أي دولةٍ أخرى. على الرغم من أن الولايات المتحدة كانت أكبر دولةٍ مستوردة في العالم للمنتجات النفطية المكرّرة في عام 2008، أصبحت الولايات المتحدة مصدّرةً صافية في عام 2010، وفي عام 2014 كانت أكبر مصدّرة وأكبر مصدرة صافية للنفط المكرّر. اعتبارًا من يناير 2019، كان هناك 135 مصفاة عاملة موزّعة بين 30 ولاية. 

## تاريخ تكرير النفط في الولايات المتحدة
أول مصفاة نفطٍ أمريكية معروفة كانت مصفاة صامويل كير في بيتسبرغ، التي أنتجت في خمسينيات القرن التاسع عشر زيت الإضاءة لمصابيح عمال المناجم.
نما تكرير النفط الأمريكي إلى حدٍ كبير من تكرير الصخر الزيتي. عندما بدأ إنتاج بئر دريك في عام 1859، كانت صناعة الصخر الزيتي تنمو بسرعة، مما سارع بإنشاء مصافي بالقرب من فحم الشمع على طول وادي نهر أوهايو. مع زيادة إنتاج النفط، اكتشف العاملون في تكرير الزيت الصخري أن عملية التكرير الخاصة بهم تفي بالغرض أيضًا مع النفط وأن النفط كان مادةً خام أرخص من الزيت الصخري. في عام 1861، تحولت مصافي الصخر الزيتي الحالية إلى المواد الخام النفطية، وأُغلِقت مناجم الصخر الزيتي.
في أوائل القرن التاسع عشر، كان المُنتج المكرّر الرئيسي هو الكيروسين لزيت الإضاءة. واستُخدِم الجزء الأثقل كزيت تشحيم. جرى تطوير سوقٍ لزيت الوقود إذ اكتُشِف أن النفط كان يفوق الفحم الحجري في تشغيل المحرّكات الكبيرة للسفن وقاطرات السكك الحديدية.
ولّدت شعبية المركبات في أوائل القرن العشرين سوقًا ضخمة للبنزين، وسرعان ما تطوّر النقص في أجزاء البنزين الأخف من النفط الخام. جرى التوصّل إلى حلٍّ للنقص عن طريق اختراعالتكسير الحفزي للسوائل (FCC)، الذي كسر سلاسل الهيدروكربونات الطويلة إلى جزيئات أصغر.

## الجغرافيا
تقع معظم مصافي النفط الكبيرة بالقرب من الممّرات المائية الصالحة للملاحة، وخاصةً الموانئ البحرية أو موانئ البحيرات الكبرى. ويقع أكبر تجمّعٍ لمصافي النفط على طول ساحل الخليج. على الرغم من وجود مصافي النفط في 30 ولاية، إلا أن ثلاث ولايات فقط تهيمن على صناعة تكرير النفط الأمريكية: تكساس (47 مصفاة عاملة) ولويزيانا (19) وكاليفورنيا (18). اعتبارًا من يناير 2015، أصبحت هذه الولايات الثلاث تحتوي على 45٪ من جميع مصافي تكرير النفط الأمريكية و59٪ من إجمالي قدرة التكرير الأمريكية. 

## منتجات
أكبر ثلاثة منتجات تنتجها مصافي التكرير الأمريكية هي البنزين وزيت الوقود (بما في ذلك وقود الديزل وزيت التدفئة المنزلية) ووقود الطائرات، والذين يشكلون معًا أكثر من 84 في المئة من الإنتاج. 

### المنتجات الثانوية للكبريت
تستعيد مصافي البترول عنصر الكبريت كمنتجٍ ثانوي. في عام 2012، استعادت مصافي النفط الأمريكية 7.4 مليون طن متري من الكبريت، تبلغ قيمته حوالي 915 مليون دولار، وبنسبة 88٪ من عنصر الكبريت المنتج في الولايات المتحدة.